# نيفالدو
نيفالدو (بالبرتغالية: Nivaldo Vieira Lima‏) هو لاعب كرة قدم برازيلي في مركز الوسط، ولد في 8 نوفمبر 1977 في ساو لويز في البرازيل. لعب مع رابيد بوخارست.